# Thunder Bay
Thunder Bay város a kanadai Ontario tartományban. A Felső-tó nyugati részén, a Thunder-öbölben található. Ez a legnépesebb település Északnyugat-Ontarióban és a második legnépesebb település Észak-Ontarióban. Lakossága a 2021-es kanadai népszámlálás szerint 108 843 fő volt.

## A város szülöttei
- 1930, Dave Creighton, jégkorongozó († 2017)
- 1949, Paul Shaffer, Musiker
- 1971, Greg Johnson jégkorongozó († 2019)
- 1971, Steve Rucchin, jégkorongozó
- 1974, Kevin Durand, színész
- 1986, Marie Avgeropoulos, színésznő

## Nevének eredete
A város nevét adó Thunder Bay körülbelül 22,5 kilométerre van Port Arthur belvárosától az alvó óriás csúcsánál lévő Thunder Cape-ig.